# Orlacher Bach
Der Orlacher Bach ist ein Bach größtenteils im Gemeindegebiet von Braunsbach im Landkreis Schwäbisch Hall im Nordosten von Baden-Württemberg, der nach einem nicht ganz 5 km langen, etwa südwestlichen Lauf im Dorf Braunsbach von rechts in den mittleren Kocher mündet.

## Geographie

### Verlauf
Der Orlacher Bach entsteht auf der Hochebene zwischen den mittleren Flusstälern von Jagst und Kocher, just noch auf der Gemarkung des Langenburger Teilortes Bächlingen im Flurgewann Nasses Feld. Etwa 1,2 km westsüdwestlich des Dorfes Nesselbach auf einer Höhe von etwa 461 m ü. NHN beginnt er seinen Lauf im Graben neben einem Feldweg, der ungefähr westsüdwestwärts auf die Gemarkungs- und Gemeindegebietsgrenze hinzieht. Nachdem er nach etwas über hundert Meter ins Gemeindegebiet von Braunsbach übergewechselt ist, erreicht er gleich den Nordrand des Lietenholzes – eine der in die fast nur von Feldern eingenommenen Hochebene eingestreuten Waldinseln. Diesem entlang fließt er nun etwas natürlicher mit kleinen Richtungsänderungen westwärts auf der Gemarkungsgrenze zwischen den Braunsbacher Teilortgemarkungen von Jungholzhausen im Norden und Orlach im Süden. Auf diesem Abschnitt liegt auch ein Kleinteich im Lauf.

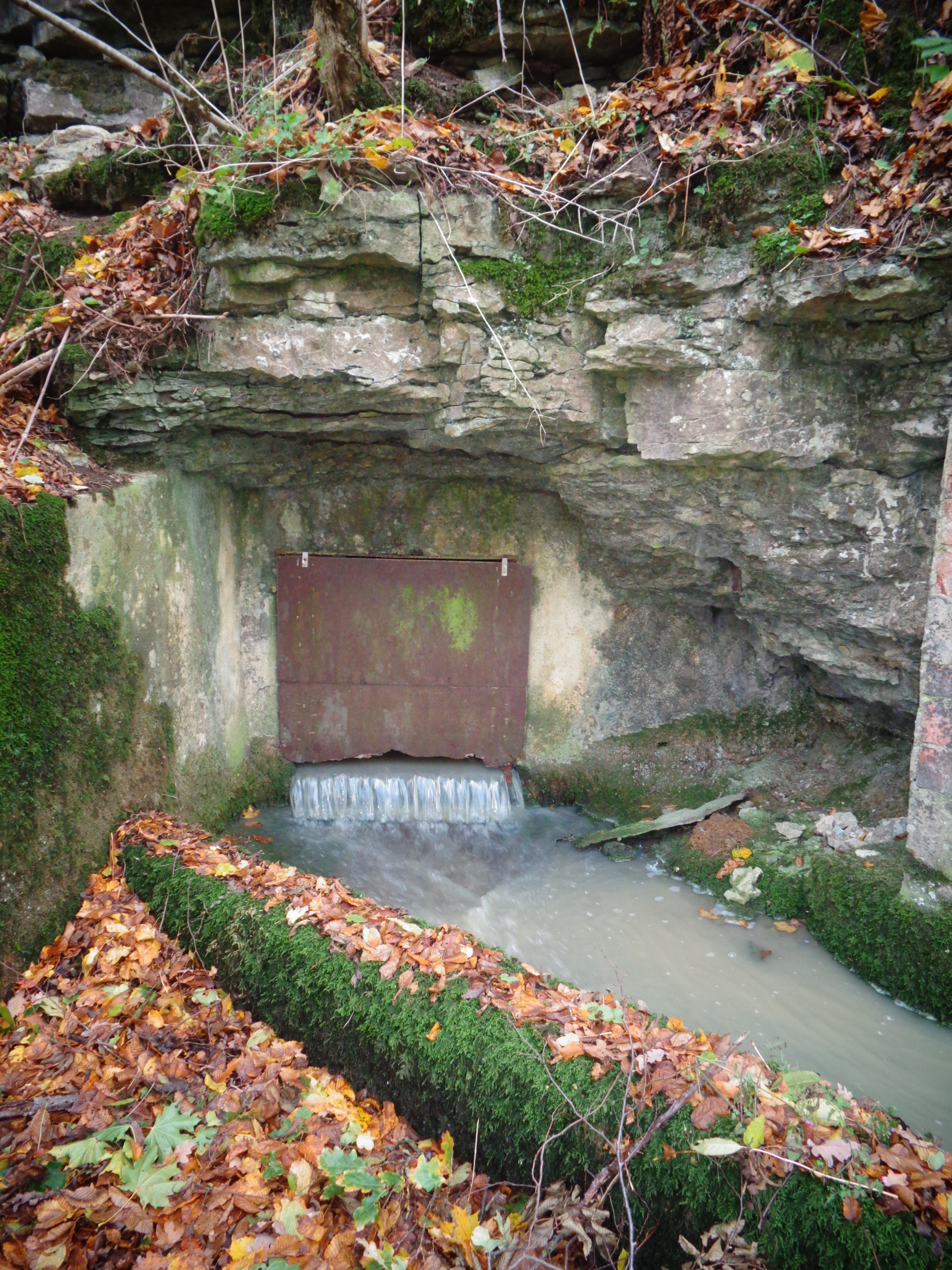
Brunnenstube nördlich von Orlach, die den Orlacher Bach gleich nach seinem Klingeneintritt speist

Nach knapp einem Kilometer am Waldrand lässt er das Lietenholz hinter sich und nimmt nach kurzer Strecke ohne offenes Bett wiederum neben einem Feldweg seinen ersten Zufluss Brückenbach von rechts auf, einen unter einen Kilometer langen, oft versiegenden Graben fast ohne Bewuchs zwischen Äckern. Dann wendet er sich auf Südostlauf und unterquert die Kreisstraße K 2547 von Zottishofen im Norden nach Orlach im Süden. Nunmehr ohne begleitenden Feldweg kreuzt er auch noch den Abzweig von dieser Kreisstraße zum Dörrhof und tritt dann unter 430 m ü. NHN in seine von Anfang an bewaldete Unterlaufklinge ein, in der ihn gleich der linke Oberlauf des etwa 1,2 km langen Bachs aus den Breitwiesen erreicht. Dieser entspringt etwas im Süden des Lietenholzes, folgt durchweg einem Feldweg und versickert nach etwa der Hälfte seines Talwegs in einer baumbewachsenen kleinen Doline, unterhalb derer er noch seltener und spärlicher Wasser führt als zuvor Er speist vermutlich eine am Zusammenlauf der Talmulden liegende Brunnenstube.
Diese Unterlaufklinge wird rasch tiefer, bleibt aber anfangs eng, in ihr passiert der Bach das kleine Dorf Orlach, das auf etwa 430–442 m ü. NHN auf dem Mündungssporn des in seinem eigenen Klingenlauf von Osten zulaufenden Kräuchelbachs erbaut ist, mit rund anderthalb Kilometern Länge ist er der längste Zufluss; die Sohle des nur etwa hundert Meter vom nächsten Haus des Dorfes entfernten Orlacher Baches hat sich an der Zumündung bis auf etwa 377 m ü. NHN eingeschnitten. Aus der kleineren Kräuchelbach-Nebenklinge kommend, steigt die L 1036 Langenburg–Braunsbach dem linken Hang der Hauptklinge entlang ins Kochertal ab. Auf etwa 340 m ü. NHN gibt es die erste Wegquerung auf dem Talgrund der zuvor weg- und steglosen Klinge, in der nun unterhalb der Landesstraße an beiden Hängen Waldwege den Bach begleiten. Hier beginnt sich das Tal trichterförmig auszuweiten. Unterhalb der ersten Wiesenlichtung am linken Hang läuft ein weiterer Hangbach durch die nicht sehr ausgeprägte Wolfsklinge von links her zu, auch dieser unbeständige Lauf beginnt als Weggraben schon auf der Hochebene.
In einer Wendeserpentine wechselt die Steige der Landesstraße auf 287,5 m ü. NHN auf die rechte Seite des Baches, dem sie nun in flacherem Talgrund durch das gleich darauf beginnende Braunsbach folgt. Zunächst läuft der Bach hier noch offen unter einer begleitenden Baumgalerie, doch am Marktplatz des Dorfes beginnt ein etwa hundert Meter langer verdolter Unterlaufabschnitt, der in der Gabel zwischen Geislinger Straße und Inselstraße wieder endet. Zwischen Häusern den Siedlungskern hindurch erreicht der Bach nun in wieder offenem Lauf schon nach gut fünfzig Metern den Rand des hier eben am Wehr des Dorfes nach rechts abgehenden Mühlkanals. Nach dem Zuschnitt des Einzugsgebietes auf der amtlichen Gewässerkarte müsste auf diesem kurzen Abschnitt auch noch der unbeständige Etterbach münden, der nach langem und unbeständigem Klingenlauf bis oberhalb des Braunsbacher Schlosses am rechten Kochertalhang im Dorfbereich ganz verdolt ist. Den Mühlkanal überquert der Orlacher Bach dann auf einer Brücke. Jenseits an der Südostspitze der Kanalinsel fließt der Bach dann unmittelbar unterhalb des Wehrs auf etwa 242 m ü. NHN von rechts und Nordosten in den mittleren Kocher ein.
Der Orlacher Bach mündet nach einem Lauf von 4,6 km Länge mit einem mittleren Sohlgefälle von etwa 47 ‰ rund 219 Meter unterhalb seiner Quelle. Auf dem Klingenabschnitt ab dem Zulauf des Bachs aus den Breitwiesen beträgt das Gefälle sogar etwa 79 ‰. Die Gräben- und Bachläufe oberhalb der Klinge sind wegen der Verkarstung im Gebiet recht unbeständig.

### Einzugsgebiet
Der Orlacher Bach hat ein Einzugsgebiet von 6,4 km² Größe, das im Naturraum der Kocher-Jagst-Ebenen überwiegend in dessen Unterraum Östliche Kocher-Jagst-Riedel liegt und mit dem Mündungskeil Anteil am Unterraum Mittleres Kocher- und Unteres Bühlertal hat. Die Region ist vom Muschelkalk geprägt, der die Hochebene aufbaut, welchem allerdings hier noch flächenhaft Lettenkeuper (Erfurt-Formation) aufliegt; an den Rändern des oberen Einzugsgebietes decken darüber sogar noch Lösssedimente aus quartärer Ablagerungszeit die Hügelrücken an der Wasserscheide. Im Grenzbereich zwischen diesem Löss und dem Lettenkeuper entspringen die meisten Oberläufe. Den erosionsresistenten, aber – wie an einigen Dolinen im Einzugsgebiet erkennbar – verkarsteten Oberen Muschelkalk erreicht der Bach dann in seiner Klinge. Wo sich der Talgrund stärker weitet, läuft er im Mittleren Muschelkalk, zuletzt dann etwa ab der Querung des Landesstraße im Unteren Muschelkalk. Im Ortsbereich von Braunsbach erkennt man unter anderem am Straßenverlauf einen Schwemmfächer; der Orlacher Bach hat hier auch den Kocher an den gegenüberliegenden steilen linken Prallhang gedrängt. Das Dorf Braunsbach wurde also ursprünglich auf einer gegen Hochwasser des Flusses recht sicheren Schutthalde eines Zuflusses erbaut, wie viele im mittleren Kochertal.
Die bedeutendste Wasserscheide am Rand des Bacheinzugsgebietes ist die kurze nordöstliche gegen Nesselbach zu; hinter ihr entwässert die Stechbergklinge den hier schmäleren anderen Teil der Hochebene gegenläufig zur mittleren Jagst. Jenseits der nördlichen, der ungefähr die L 2548 Nesselbach–Jungholzhausen folgt, läuft der linke Oberlauf des Reichenbachs durch Zottishofen und dann durch die Lausenklinge diesem Kocher-Nebenfluss zu. An der Nordwestseite fließt außerhalb des Einzugsgebietes im oberen Bereich der Jungholzhausener Bach, weiter unterhalb dann der kleinere Grauklingenbach beide westwärts zu ihrer Mündung unterhalb des Orlacher Bachs in den Kocher. Jenseits des größten Teils der langen südöstlichen Einzugsgebietsgrenze sammelt der bedeutendere Grimmbach den Abfluss, der nächste dauerhafte rechte Kocherzufluss oberhalb des Orlacher Bachs.
Bis auf siedlungsfreie etwa 0,4 km² an der nordöstlichen Wasserscheide nahe dem am linken oberen Hangknick des Jagsttals erbauten Dorf Nesselbach, die auf der Teilortgemarkung von Bächlingen der Kleinstadt Langenburg liegen, gehört das gesamte Einzugsgebiet zur Gemeinde Braunsbach und teilt sich auf die Gemarkungen der Ortsteile Orlach, Jungholzhausen und Braunsbach selbst auf. Am Lauf liegt allein das Dorf Braunsbach an der Mündung. Hart links über der oberen Klinge steht Orlach, gegenüber und etwas weiter entfernt vom rechten oberen Hangknick der zu Jungholzhausen zählende Dörrhof. Der in ähnlicher Lage zur unteren Klinge stehende, zu Braunsbach selbst gehörende Weiler Schaalhof grenzt dagegen von außen an die Wasserscheide.

### Zuflüsse und Seen
Liste der Zuflüsse und  Seen von der Quelle zur Mündung. Gewässerlänge, Seefläche und Einzugsgebiet und Höhe nach den entsprechenden Layern auf der Onlinekarte der LUBW. Andere Quellen für die Angaben sind vermerkt.
Ursprung des Orlacher Bachs auf etwa 461 m ü. NHN etwa 1,2 km westsüdwestlich des Dorfes Nesselbach der Kleinstadt von Langenburg im Nassen Feld als Feldweggraben etwas nördlich der Waldinsel Lietenholz. Der Bach fließt zunächst fast westwärts und bald mit kleinen Richtungsänderungen am Nordrand des Lietenholzes.
- Durchfließt auf etwa 447 m ü. NHN einen Teich am Nordrand des westlichen Lietenholzes, unter 0,1 ha.
- Brückenbach, von rechts und Nordosten auf etwa 437 m ü. NHN zwischen dem Westende des Lietenholzes und der K 2547 Zottishofen–Orlach, 0,9 km und ca. 0,7 km². Entsteht auf etwa 462 m ü. NHN ca. 0,9 km südöstlich von Zottishofen als Weggraben an einem Feldwegdreieck.
- (Bach aus den Breitwiesen), von links und Osten auf rund 420 m ü. NHN am Beginn der Waldklinge des Orlacher Bachs, ca. 1,2 km[LUBW 7] und ca. 0,7 km². Entsteht auf etwa 460 m ü. NHN vor dem Südrand des Lietenholzes in den Breitwiesen an einem Feldwegdreieck. Fast durchweg Feldweggraben in natürlicher Mulde.
- Kräuchelbach, von links und Ostnordosten auf etwa 377 m ü. NHN unter dem Südwestrand von Orlach, 1,5 km und ca. 1,0 km². Entsteht auf etwa 460 m ü. NHN am Westrand der Waldinsel Eichschnäue. Feldweggraben bis an den Rand Orlachs, dann steiler Waldklingenbach.
- (Bach aus der Wolfsklinge), von links und Osten auf etwa 314 m ü. NHN etwa 0,3 km nordöstlich der unteren Talsteigenschlinge der L 1036 Orlach–Braunsbach, ca. 0,9 km[LUBW 7] und ca. 0,4 km². Entsteht auf etwa 450 m ü. NHN an der K 3547 Orlach–Elzhausen. Anfangs Graben zwischen beidseitigen Graswegen, ab dem Waldeintritt an der oberen Hangkante wenig eingetiefter Klingenbach.
- Überquert kurz vor der Mündung am Haus Geislinger Straße Nr. 6 in Braunsbach den dortigen rechten Mühlkanal, der eben vom Kocherwehr abgegangen ist.

Mündung des Orlacher Bachs von rechts und Nordosten unter 242,1 m ü. NHN (Flusshöhe oberhalb des Wehrs) und über 240,2 m ü. NHN (Flusshöhe am Rücklauf des Mühlkanals) am Südostende der Insel zwischen Kanal und dem Fluss in den mittleren Kocher. Der Orlacher Bach ist 4,6 km lang und hat ein 6,4 km² großes Einzugsgebiet.

## Geschichte
Am 29. Mai 2016 traten der Orlacher Bach und der nur etwa 50 Meter zuvor von derselben Seite mündende Schloßbach über die Ufer und verursachten erhebliche Schäden in Braunsbach.

### LUBW
Amtliche Online-Gewässerkarte mit passendem Ausschnitt und den hier benutzten Layern: Lauf und Einzugsgebiet des Orlacher Bachs

Allgemeiner Einstieg ohne Voreinstellungen und Layer: Daten- und Kartendienst der Landesanstalt für Umwelt Baden-Württemberg (LUBW) (Hinweise)
1. 1 2 3  Höhe nach dem Höhenlinienbild auf dem Hintergrundlayer Topographische Karte.
2. 1 2  Länge nach dem Layer Gewässernetz (AWGN).
3. 1 2 3  Einzugsgebiet nach dem Layer Basiseinzugsgebiet (AWGN).
4. 1 2 3  Höhe nach schwarzer Beschriftung auf dem Hintergrundlayer Topographische Karte.
5. ↑  Seefläche nach dem Layer Stehende Gewässer.
6. ↑  Einzugsgebiet abgemessen auf dem Hintergrundlayer Topographische Karte.
7. 1 2  Länge abgemessen auf dem Hintergrundlayer Topographische Karte.

### Andere Belege
1. ↑  Wolf-Dieter Sick: Geographische Landesaufnahme: Die naturräumlichen Einheiten auf Blatt 162 Rothenburg o. d. Tauber. Bundesanstalt für Landeskunde, Bad Godesberg 1962. → Online-Karte (PDF; 4,7 MB)
2. ↑  Geologie nach: Mapserver des Landesamtes für Geologie, Rohstoffe und Bergbau (LGRB) (Hinweise)
3. ↑  Unwetterbericht „Die Flut von Braunsbach“ auf Spiegel Online, 30. Mai 2016.